# Campeonato Catarinense Série B
Il Campeonato Catarinense Série B è il secondo livello calcistico nello stato di Santa Catarina, in Brasile.

## Stagione 2023
- Caçador (Caçador)
- Caravaggio (Nova Veneza)
- Carlos Renaux (Brusque)
- Guarani de Palhoça (Palhoça)
- Inter de Lages (Lages)
- Juventus (Jaraguá do Sul)
- Metropolitano (Blumenau)
- Nação (Joinville)
- Santa Catarina (Rio do Sul)

## Albo d'oro
| Anno | Campione            |
| ---- | ------------------- |
| 1986 | Paysandu            |
| 1987 | Blumenau            |
| 1988 | Araranguá           |
| 1989 | Caçadorense         |
| 1990 | Inter de Lages      |
| 1991 | Concórdia EC        |
| 1992 | Joaçaba             |
| 1993 | Atlético de Ibirama |
| 1994 | Avaí                |
| 1996 | Atlético Alto Vale  |
| 1997 | Brusque             |
| 1998 | Fraiburgo           |
| 1999 | Marcílio Dias       |
| 2000 | Inter de Lages      |
| 2001 | Atlético de Ibirama |
| 2002 | Caxias              |
| 2003 | Guarani de Palhoça  |
| 2004 | Lages               |
| 2005 | Joinville           |
| 2006 | Joinville           |
| 2007 | Joinville           |
| 2008 | Brusque             |
| 2009 | CFZ Imbituba        |
| 2010 | Marcílio Dias       |
| 2011 | Camboriú            |
| 2012 | Guarani de Palhoça  |
| 2013 | Marcílio Dias       |
| 2014 | Inter de Lages      |
| 2015 | Brusque             |
| 2016 | Almirante Barroso   |
| 2017 | Concórdia AC        |
| 2018 | Metropolitano       |
| 2019 | Almirante Barroso   |
| 2020 | Próspera            |
| 2021 | Barra               |
| 2022 | Criciúma            |
| 2023 | Nação               |

## Titoli per squadra
| Squadra             | Città              | Titoli |
| ------------------- | ------------------ | ------ |
| Brusque             | Brusque            | 3      |
| Marcílio Dias       | Itajaí             | 3      |
| Joinville           | Joinville          | 3      |
| Inter de Lages      | Lages              | 3      |
| Almirante Barroso   | Itajaí             | 2      |
| Atlético de Ibirama | Ibirama            | 2      |
| Guarani de Palhoça  | Palhoça            | 2      |
| Araranguá           | Araranguá          | 1      |
| Atlético Alto Vale  | Rio do Sul         | 1      |
| Avaí                | Florianópolis      | 1      |
| Barra               | Balneário Camboriú | 1      |
| Blumenau            | Blumenau           | 1      |
| Caçadorense         | Caçador            | 1      |
| Camboriú            | Camboriú           | 1      |
| Caxias              | Joinville          | 1      |
| CFZ Imbituba        | Imbituba           | 1      |
| Concórdia AC        | Concórdia          | 1      |
| Concórdia EC        | Concórdia          | 1      |
| Criciúma            | Criciúma           | 1      |
| Fraiburgo           | Fraiburgo          | 1      |
| Joaçaba             | Joaçaba            | 1      |
| Lages               | Lages              | 1      |
| Metropolitano       | Blumenau           | 1      |
| Nação               | Joinville          | 1      |
| Paysandu            | Brusque            | 1      |
| Próspera            | Criciúma           | 1      |